# Poa cockayniana
Poa cockayniana är en gräsart som beskrevs av Donald Petrie. Poa cockayniana ingår i släktet gröen, och familjen gräs. Inga underarter finns listade i Catalogue of Life.